# Puente móvil de Bizerta
El Puente móvil de Bizerta es un puente levadizo o Puente Móvil en el país africano de Túnez construido entre 1978 y 1980 (siendo inaugurado en junio de 1980) en la localidad de Bizerta y que es el que permite el paso del tráfico entre las dos orillas del canal a través de la ciudad . Se eleva tres veces por día para permitir el paso de los buques hacia y desde el lago de Bizerta.
El puente levadizo de Bizerta no es el primer puente sobre el canal Bizerte: un primer puente transbordador se había instalado entre 1898 y 1909 antes de ser desmantelado y trasladado a Brest (Francia).